# آل عبد الرحمن (الصومعة)

تعديل مصدري - تعديل

ال عبد الرحمن هي إحدى قرى عزلة ال سعيد بمديرية الصومعة التابعة لمحافظة البيضاء، بلغ تعداد سكانها 32 نسمة حسب تعداد اليمن لعام 2004.